# Lavant (Tyrol)
Pour les articles homonymes, voir Lavant.

Dans l'église Saint Pierre et Paul à Lavant. Juillet 2020.

Le chœur dans l'église Saint Pierre et Paul à Lavant. Juillet 2020.

Lavant est une commune autrichienne du district de Lienz dans le Tyrol.